# 奥古斯特 (奥尔登堡大公)
保羅·弗里德里希·奥古斯特（德語：Paul Friedrich August，1783年7月13日—1853年2月27日），奥尔登堡第一任大公，1829年至1853年在位。

## 家族与早年生活
奥古斯特是奥尔登堡公爵彼得一世与符腾堡的弗里德里克·伊丽莎白·阿玛丽埃的长子，1783年生于拉施泰德。1803年到1805年间曾在莱比锡大学求学。法国兼并奥尔登堡期间，他跟随父亲流亡俄罗斯，并参与了反抗拿破仑的战争。
1811年到1816年，奥古斯特任俄属爱沙尼亚总督，期间废除了农奴制。在1812年到14年参与战争后，他返回俄罗斯，后于1816年回到奥尔登堡。
奥古斯特的父亲于1829年3月21日去世，奥古斯特继位成为奥尔登堡公爵。

## 在位期间
一周后的3月29日，奥古斯特改称大公，成为了奥尔登堡的第一位大公，尽管早在1815年奥尔登堡就成为了大公国。为了表示对父亲的敬意，奥古斯特颁发了奥尔登堡家族和彼得·弗里德里希·路德维希公爵的贡献勋章（Oldenburgischer Haus- und Verdienstorden des Herzogs Peter Friedrich Ludwig）。
1831年底，一部关于邦议会起草宪法的法规出台。民众对于这部宪法的渴望导致了1848年的事件。在民众的反抗和建议下，1849年2月18日，邦议会通过，奥古斯特大公颁布了宪法。并在1852年进行了修订。
1853年，奥古斯特大公在奥尔登堡市去世，终年69岁。

### 奥古斯特时期的奥尔登堡首相
- 卡尔·路德维希·弗里德里希·约瑟夫·冯·勃兰登施泰因男爵（Karl Ludwig Friedrich Joseph Freiherr von Brandenstein），任期：1814年10月12日—1842年6月30日
- 京特尔·亨利·冯·贝格男爵（Günther Heinrich Freiherr von Berg），任期：1842年7月1日—1843年9月9日
- 威廉·恩斯特·冯·博留-马尔孔耐（Wilhelm Ernst Freiherr von Beaulieu-Marconnay），任期：1843年9月9日—1848年8月1日
- 约翰·亨利·雅各布·施洛伊费（Johann Heinrich Jakob Schloifer），任期：1848年8月1日—1849年8月13日
- 克里斯蒂安·狄德里希·冯·布特尔（Christian Diedrich von Buttel），任期：1849年8月13日—1851年5月1日
- 彼得·弗里德里希·路德维希·冯·罗辛男爵（Peter Friedrich Ludwig Freiherr von Rössing），任期：1851年5月1日—1874年6月23日

## 婚姻与子女

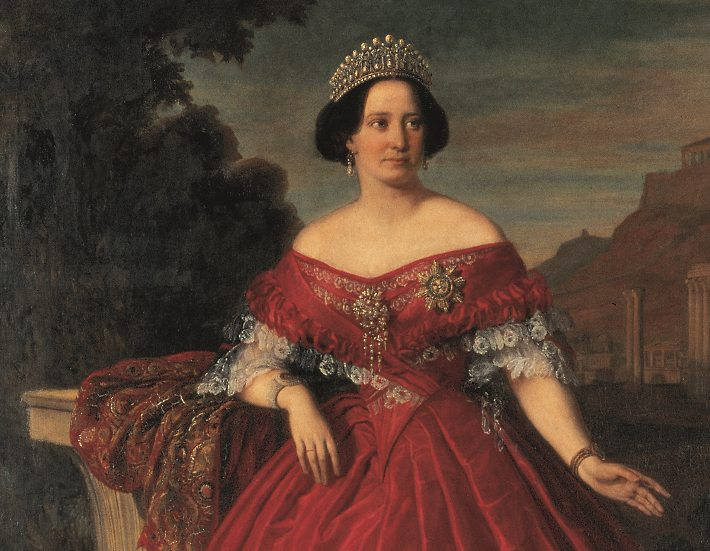
奥古斯特大公的长女希腊王后阿瑪莉埃

奥古斯特于1817年在绍姆堡与安哈特-贝恩堡-绍姆堡-霍伊姆亲王维克多二世的次女阿德海德结婚，兩人育有二女：
- 长女阿瑪莉埃（1818年—1875年），1836年与希腊国王鄂圖一世结婚，成为希腊王后。
- 弗蕾德里克（1820年—1891年），1855年嫁给马克西米利安·冯·华盛顿男爵。

阿德海德1820年便去世了。1825年，奥古斯特娶阿德莱德的妹妹伊達为第二任妻子，二人育有一子：
- 彼得（1827年—1900年），1853年继位为奥尔登堡大公。

1828年，大公夫人伊达去世。

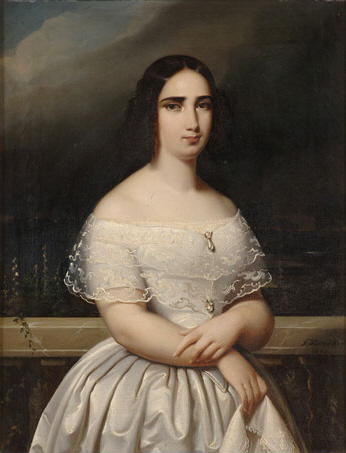
奥古斯特大公的第三位夫人瑞典的塞西莉亞

1831年，奥古斯特与瑞典国王古斯塔夫四世·阿道夫的第三女塞西莉亞结婚，兩人共有三個兒子：
1. 亞歷山大（1834年—1835年），夭折
2. 尼庫勞斯（1836年—1837年），夭折
3. 埃利馬（1844年—1895年）